# Bisdom Alghero-Bosa
Het bisdom Alghero-Bosa (Latijn: Dioecesis Algarensis-Bosanensis; Italiaans: Diocesi di Alghero-Bosa) is een op het Italiaanse eiland Sardinië gelegen rooms-katholiek bisdom met zetel in de stad Alghero. Het bisdom behoort tot de kerkprovincie Sassari en is, samen met de bisdommen Ozieri en Tempio-Ampurias, suffragaan aan het aartsbisdom Sassari.

## Geschiedenis
Het bisdom Alghero ontstond in de 12 eeuw en werd op 8 december 1503 opnieuw opgericht. Het bisdom Bosa ontstond in de 5e eeuw.
Op 30 september 1986 werden beide bisdommen samengevoegd.

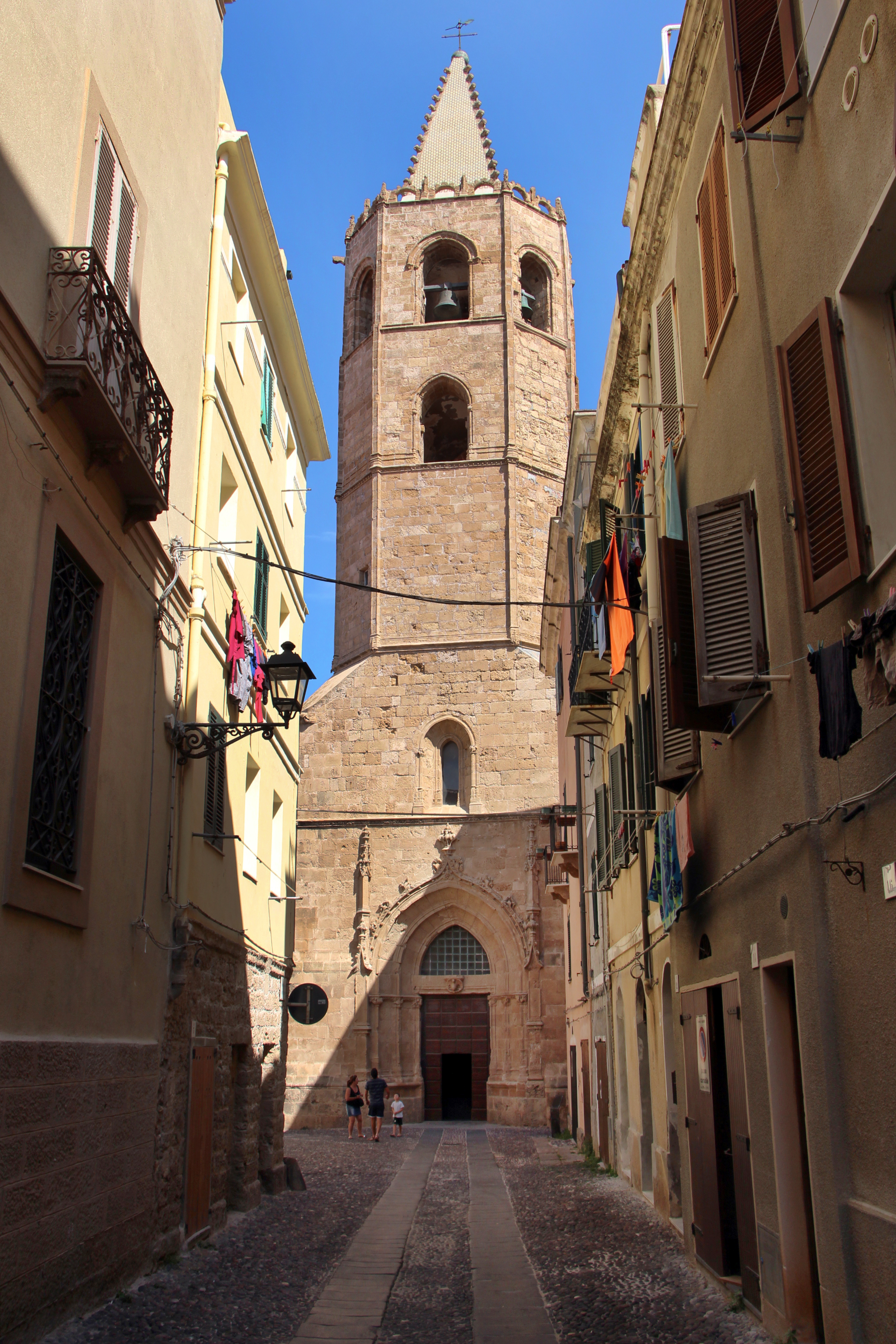
Kathedraal van Alghero
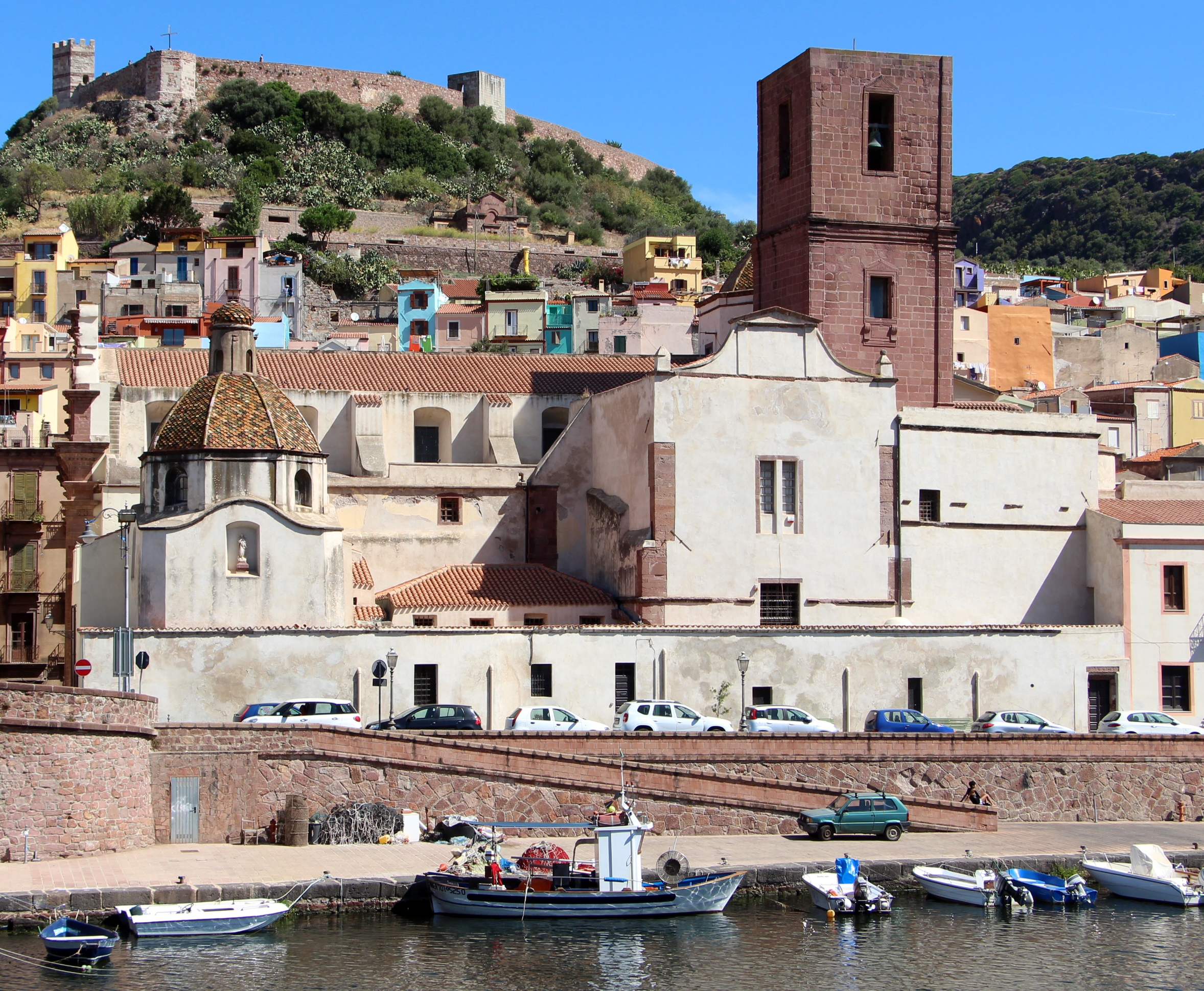
Cokathedraal van Bosa